# コツクバネウツギ
コツクバネウツギ（小衝羽根空木、学名：Abelia serrata）は、スイカズラ科ツクバネウツギ属の落葉低木。別名、キバナツクバネウツギ、ロッコウキバナコツクバネ。

## 特徴
樹高は1-2mになるが、4mに達するものもあり、密に分枝して茂る。樹皮は灰色から灰褐色で、不規則な裂け目がある。若い枝は赤褐色まれに緑色で、毛がわずかにあるかまたは無く、次年には淡褐色になる。枝の中には細く髄がつまるが、のちに中空になる。葉は対生し、葉柄は長さ1-3mmになり、葉身は長さ1.5-5cm、幅7-20mmの卵形から卵状披針形で、縁に短毛が生え、縁の上部半分に鈍い鋸歯があるかまたは全縁となる。葉の表面は光沢があり、わずかに毛が生えるか無毛で、裏面の主脈の基部付近に白い開出する硬毛が密生するかまたは無い。
花期は5-6月。新枝の先にふつう2-6個の花がつき、長さ1-3mmの共通花柄をもつ。花柄に見えるのは細長い下位子房で、長さ5-8mmになり、のちに果実になる。萼片は2-3個あり、裂片は長さ5-9mm、幅1.5-4mmの長楕円形から倒卵形で、先は鈍頭となるか2-3浅裂する。花冠は長さ2-3cmになる鐘状漏斗形で、黄白色、黄色ときにピンク色を帯び、先は二唇状で5裂し、下唇の内面に橙色の網目状の紋があり、花冠内面に長い毛が生える。雄蕊は4個あり、うち2個が長く花冠筒部と同じ長さになる。雌蕊は花冠筒部よりわずかに突出する。果実は長さ8-10mmになる細長い筒状の痩果で、9-11月に熟す。種子は長さ5-6mmの狭円柱形となる。
花柄、子房、萼片は無毛か、または毛がわずかに生える。

## 分布と生育環境
日本固有種。本州の中部地方以西、四国、九州に分布し、日当たりのよい丘陵地の雑木林や岩場、ときに石灰岩地や蛇紋岩地にも生育する。

## 和名の由来
和名のコツクバネウツギ（小衝羽根空木）は、同属の種は、枝の中の髄がのちに中空になって「空木(ウツギ）」になり、また果実がプロペラ状の萼片をつけ、羽根突きの「衝羽根（ツクバネ）」に似ているが、同属のツクバネウツギより花が小さいことに由来する。

## 分類
同属のツクバネウツギは、萼片が5個あり同じ長さ。オオツクバネウツギは、萼片が4-5個あり、5個の場合1個が小さい。本種の萼片は2-3個となるので、同属の他種と区別できる。

## 品種、変種
和名および学名の記載はYListによる。
- ヒロハコツクバネウツギ Abelia serrata Siebold et Zucc. f. gymnocarpa (Graebn.) Sugim. - 葉が大きく、幅が広い。葉は長さ4-7cm、幅2-5cm、広卵形から長楕円状卵形。花は白色で大きい。本州、四国に分布する[5]。
- ホソバコツクバネウツギ Abelia serrata Siebold et Zucc. f. obspathulata (Koidz.) Sugim. - 樹高は20-60cmと低い。葉は長さ1-2cm、幅3-7mm、披針形から広披針形。本州、四国、九州に分布する[5]。
- ベニバナコツクバネウツギ Abelia serrata Siebold et Zucc. f. sanguinea (Sugim.) Sugim.
- オニツクバネウツギ Abelia serrata Siebold et Zucc. var. tomentosa (Koidz.) Nakai - 若い枝、葉の両面、花柄、子房、萼片に長さ1mmになる開出した白い毛が密生する。愛媛県南西部の丘陵地のみに分布する[5]。絶滅危惧IA類(CR)（2015年）。

## ギャラリー
- 萼片が2-3個となるのが特徴。
- 花冠が黄色のもの。